# Тражиоци азила
Азилант или тражилац азила је особа која напусти своју земљу пребивалишта, уђе у другу земљу и поднесе захтев за азил (односно међународну заштиту) у другој земљи. Тражилац азила је имигрант који је присилно расељен или је можда  побегао из своје матичне земље због рата или других фактора који штете њему или њиховој породици. Ако се њихов случај прихвати, они се сматрају избеглицама. Често се бркају термини тражилац азила, избеглица и илегални имигрант.
Лице постаје тражилац азила подношењем формалног захтева за право да остане у другој земљи и тај статус задржава до окончања захтева. Релевантне имиграционе власти земље азила одређују да ли ће тражиоцу азила бити одобрена заштита и постати званично призната избеглица или ће азил бити одбијен, а тражилац азила постаје илегалан имигрант од кога може бити затражено да напусти земљу, па чак и да буде депортован.
У просеку, око милион људи годишње затражи азил.
Тражиоцу азила може бити признат статус избеглице уколико његова биографија потпада под дефиницију избеглице у складу са Конвенцијом о избеглицама из 1951. године или другим законима о избеглицама — као што је Европска конвенција о људским правима, ако се тражи азил унутар Европска унија. Међутим, потписнице конвенције о избеглицама креирају сопствене политике за процену статуса заштите тражилаца азила, а проценат подносилаца захтева за азил који су прихваћени или одбијени варира сваке године од земље до земље.
Истраживања показују да је међусекторска сарадња кључна за помоћ избеглицама и тражиоцима азила да се преселе и интегришу у прихватне заједнице, добију радна места и поново отпочну или наставе школовање.